# The Substance of Fire
The Substance of Fire ist eine amerikanische Verfilmung des gleichnamigen Bühnenstücks von Jon Robin Baitz aus dem Jahre 1996. Regie führte Daniel J. Sullivan.

## Handlung
Der verwitwete Isaac Geldhart ist dem Holocaust entronnen und hat in New York City ein über die Jahre erfolgreichen Verlag. Er ist Herausgeber von ernsten, seltenen, kostbar gebundenen Büchern in niedrigen Auflagen, die er zuneigungsvoll meist streichelt. Zu seinen drei mittlerweile erwachsenen Kindern war er nie der liebevoll sorgende Vater gewesen, eher ein aufbrausender Tyrann, der sich in seine Welt der Bücher verschließt. Als sein schwuler Sohn Aaron das lukrative Buch seines Freundes veröffentlichen will, kommt es zur abschließenden Entscheidungsschlacht, in der die Geschwister den unmittelbar vor dem Konkurs stehenden Verlag vom Vater aufkaufen und ihn weiterführen, im Übrigen sehr erfolgreich. Isaac bricht daraufhin alle Beziehungen zu seinen Kindern ab und startet mit seinem kauzigen Freund sein eigenes Geschäft, das in Konkurrenz zu seinem Sohn Aaron steht und zunehmend scheitert. Aufgrund professioneller und persönlicher Fehlentscheidungen beginnt eine Abwärtsspirale, von der er sich nicht mehr erholt. Sogar sein alter Freund und Weggefährte trennt sich von ihm. Isaac leidet zunehmend an Altersdemenz und nur sein von einer schweren Krankheit gezeichneter Sohn und Gärtner Martin gelingt es mühsam, das Vertrauen seines Vaters wiederzugewinnen und sein Leben einigermaßen zu regeln. Martin muss miterleben, wie die geistigen Umnachtungen seines Vaters zunehmen und erleidet einen plötzlichen Krankheitsrückfall, als sein Vater zu Hause von einer Frau des Sozialdienstes auf seine geistigen Kräften hin untersucht wird. Martin stirbt im Krankenhaus. Bei der Beerdigungsfeier kommen sich die verbliebenen Kinder und ihr Vater wieder nahe, der vorübergehend wieder bei sich ist. Der Film endet damit, dass sie unweit ihres Hauses friedvoll und voller Erinnerungen des Vaters auf einer Parkbank inmitten des Parkes zusammen sitzen, der das Refugium des verstorbenen Martins immer war.

## Theaterstück
Die Erstaufführung lief am 17. März 1991 unter der Leitung von Daniel J. Sullivan. Die Schauspieler waren Ron Rifkin, Sarah Jessica Parker, Patrick Breen, Jon Tenney und Maria Tucci. Rifkin gewann in der Nominierung „Hervorragender Schauspieler in einem Theaterstück“ den Drama Desk Award.

## Hintergrund zum Film
Für den Spielfilm taten sich Baitz und Sullivan 1996 erneut zusammen, in der auch Rifkin und Parker ihre Rollen übernahmen. Die anderen Rollen wurden mit anderen Schauspielern besetzt. Sullivan wurde auf dem Deauville Film Festival für einen der Preise nominiert. Der Film gewann 1996 den Preis des National Board of Review für die Beste Filmproduktion.

## Kritiken
The Substance of Fire steers carefully away from sudsy psychologizing or pulsing melodrama. As it watches Isaac begin to lose his grip and his high-minded obsessiveness turn painfully self-destructive, the film wonders what place there is left in the modern world for people like Isaac, with their impossibly high and rigid standards. The gap dividing Isaac from his children is not a glib matter of the younger generation's embrace of sex, drugs and rock-and-roll, but of a profound shift in morality and in the hierarchy of values between generations and continents. Aaron, Martin and Sarah are decent people, but the Holocaust hasn't scorched them directly. Between Europe and America, between the absolutes of the Holocaust and the comfy maw of American consumer culture, exists a gulf that can't be breached. The film belongs to Mr. Rifkin, whose voice and stiff carriage capture to perfection Isaac's Middle European accent and his mixture of fastidiousness and bristling pride. The film, to its credit, never tries to pluck your heartstrings. As it follows the Geldharts around New York, they are figures in a meditative dialogue on human values that reaches no easy conclusions. Only at the very end does The Substance of Fire, which opens today at Carnegie Hall Cinemas, succumb to a sentimentality that until then has been scrupulously avoided. But this drippy little finale is so vague, and comes and goes so abruptly, that rather than spoiling the film, it merely leaves it hanging.

„The Substance of Fire hebt sich angenehm von psychologisierenden Seifenopern und auf oberflächlichen Melodramen ab. Wenn man Isaac sieht, wie er sich nicht mehr in der Gewalt hat und seine hochgradige Besessenheit sich in eine qualvolle Selbstzerstörung wandelt, stellt der Film die Frage, welcher Platz in der modernen Welt für Leute wie Isaac mit ihren unerreichbar hohen und rigorosen Ansprüchen bleibt. Es ist vorschnell geurteilt, will man die Neigung der jüngeren Generation zu Sex, Drogen und Rock'n Roll für jene Kluft zwischen Isaac und seinen Kindern verantwortlich machen, vielmehr sind es die tiefergehenderen Schichten der Moral und des Wertesystem zwischen den Generationen und dem alten und neuen Kontinent. Aaron, Martin und Sarah sind ordentliche Menschen, obwohl der Holocaust auch Bestandteil ihres Lebens ist. Zwischen Europa und Amerika, zwischen der Absolutheit des Holocausts und dem bequemen Lebens im amerikanischen Konsumrausch liegen einfach Welten, die nicht überwunden werden können. Der Film passt zu Rifkin, dessen Stimme, steife Haltung bis zur Perfektion auch Isaacs mitteleuropäischen Akzent übernimmt und voller pedantischen, widerborstigen Stolz ist.Der Film versucht – und das ist ihm hoch anzurechnen – niemals sentimental zu werden. Der Film schildert die Geldharts in New York als nachdenkliche Charaktere, die sich über menschliche Werte grübeln ohne zu vorschnellen Schlüssen zu kommen. Nur ganz zum Schluss verfällt The Substance of Fire, der heute in Carnegie Hall Cinemas läuft, der Sentimentalität anheim, die er ansonsten so sorgfältig vermieden hat. Aber dieses rührselige Finale ist viel zu unklar gehalten, kommt und geht viel zu abrupt, um den Film als Ganzes zu verderben. Es lässt den Film nur im Augenblick verharren.“

## DVD-Veröffentlichung
- The Substance of Fire, Miramax, 2003